# 式守勘太夫 (12代)
12代 式守 勘太夫（じゅうにだい しきもり かんだゆう、本名：菊池 浩（きくち ひろし）、1968年11月15日 - ）は大相撲の三役格行司である。朝日山部屋所属。血液型はA型。

## 人物
東京都育ちではあるが、両親や祖父母の郷里に因み出身を宮城県伊具郡丸森町としている。
元は左利きだったが、相撲界に入るため6年掛けて矯正した。
ツートンカラー（上半身赤下半身白、上半身紫下半身白など）の装束をよく着ている。伊達政宗をイメージした水玉陣羽織については美しさからとても興味を惹かれる。後述のギラン・バレー症候群の療養中の支援者のエド川薬局からも、トンボの絵柄と「エド川」の文字の入った装束を贈られている。他にも多々の装束を持ち有名。
かつての8代式守錦之助から2009年1月場所で12代与太夫を襲名したが、錦之助から与太夫を襲名した前例は、19代木村庄之助（2代錦之助→5代与太夫）以来2人目。しかし、将来の勘太夫襲名を希望していたため、それを見越して2016年1月場所から10代式守与之吉に改名した。なお、2代目から10代目までの勘太夫は全員に「與之吉」の襲名経験がある。2019年5月場所で12代式守勘太夫を襲名した。
入門当初は伊勢ヶ濱部屋の所属であったが、所属する部屋の閉鎖を3度経験したため、高島部屋（2007年2月1日付）、春日山部屋（2011年6月17日付)、追手風部屋（2016年10月19日付）と3回の移籍を経験した。2017年1月26日に春日山部屋が中川部屋として再興すると4度目の移籍をしたが、直後の3月場所は体調不良を理由に出場せず、場所後の4月17日付で宮城野部屋へ移籍した。さらに2022年8月1日には朝日山部屋へ移籍した。
2018年は、1月場所から体調不良のため連続休場となった。前年12月の冬巡業中にギラン・バレー症候群を発症して入院していたためで、療養中は相撲協会の配慮で病名が非公表となっていたが、6月に退院し、9月場所から国技館に出勤できるまで回復したことで公表された。同年9月30日の日馬富士の引退相撲から土俵に復帰し、この日は幕内の取組を2番裁いた。
16代木村玉光が三役格時代に使用していた軍配の1つを譲り受けて、主に東京場所で用いている。このほか天龍神社から贈られた軍配は画家・富永成風による雷鳥のつがいが描かれている。勘太夫代々の譲り団扇は相撲博物館に保管されていて、自身は勘太夫襲名直後に一度使ったのみ。
2019年1月場所8日目の天覧相撲で、明仁天皇と美智子皇后の相撲への関心の高さから、与之吉（当時）の病状についても把握されており、（説明役の）八角理事長に「与之吉さんは大丈夫ですか？」と気遣われる場面があった。当の与之吉の担当取組は天覧相撲前の幕内前半であり、既に所定の取組を終え行司部屋に戻っており、打ち出し後にそのことを聞き、大変驚いた上で、「ありがたい、光栄です。」とコメントしている。
2024年3月場所5日目、自分が受け持った取組が2番続けて不戦になり、実際に取組を裁くことなく不戦勝の勝ち名乗りを与えただけで一日が終わったことがあった（■前頭6枚目剣翔対同6枚目豪ノ山□、■前頭7枚目金峰山対同5枚目大の里□）。同場所千秋楽では、東前頭17枚目尊富士対西前頭6枚目豪ノ山の取組を裁き、尊富士が110年ぶりの新入幕優勝を果たした。

## 掛け声
はっきょーい！おーっ！のこった！おーっのこっのこった！

## 略歴
- 1984年（昭和59年）5月場所：式守国浩の名で初土俵
- 1984年（昭和59年）7月場所：序ノ口格として番付に初掲載
- 1985年（昭和60年）1月場所：序二段格昇進
- 1988年（昭和63年）1月場所：三段目格昇進
- 1991年（平成3年）1月場所：幕下格昇進
- 2001年（平成13年）1月場所：十両格昇進、8代式守錦之助襲名
- 2009年（平成21年）1月場所：幕内格昇進、12代式守与太夫襲名
- 2016年（平成28年）1月場所：10代式守与之吉襲名
- 2019年（令和元年）5月場所：12代式守勘太夫襲名
- 2025年（令和7年）1月場所：三役格昇進[15]